# 钝叶榕
钝叶榕（学名：Ficus curtipes）为桑科榕属的植物。分布于孟加拉国、尼泊尔、越南、不丹、泰国、印度、锡金、印度尼西亚、缅甸、马来西亚以及中国大陆的贵州、云南等地，生长于海拔530米至1,350米的地区，见于石灰岩山地或村寨附近，目前已由人工引种栽培。